# Parafia Świętych Apostołów Piotra i Pawła w Krępie Kościelnej
Parafia Świętych Apostołów Piotra i Pawła w Krępie Kościelnej – rzymskokatolicka parafia w dekanacie sienneńskim diecezji radomskiej.

## Historia
Dokumenty watykańskie wymieniają w latach 1325–1328 Macieja, plebana Krępy w archdiakonacie lubelskim. Ok. 1440 dziedzicami Krępy byli Piotr i Oswald herbu Dębno. Pierwotny kościół drewniany wzmiankowany był w 1326, a następny w XV w. jako kościół filialny parafii Lipsko. Dopiero dziedzic Denhoff uzyskał ponowne erygowanie parafii po 1679. Kolejny kościół drewniany, fundacji Konstancji z Sanguszków marszałkowej litewskiej, zbudowany został w latach 1774–1778 z drewna sosnowego, rżniętego, na podmurówce. Był świątynią orientowaną, konsekrowaną 20 września 1778 przez bpa Jana Kantego Lenczewskiego, sufragana lubelskiego. Na tym samym miejscu wzniesiono obecny kościół pw. Świętych Apostołów Piotra i Pawła. Zbudowano go według projektu arch. Rudolfa Mejera z Radomia w latach 1911–1930, staraniem księży: Andrzeja Baltyna, Feliksa Horodyskiego i Józefa Drabowicza. Poświęcenie kościoła miało miejsce 29 czerwca 1930, a konsekracja, której dokonał bp Piotr Gołębiowski, w 1961. Kościół jest budowlą trzynawową, w stylu neogotyku nadwiślańskiego, zbudowaną z cegły czerwonej. We wnętrzu – w lewej nawie – znajduje się ołtarz św. Tekli, przeniesiony z wcześniejszej, drewnianej świątyni. Kościół posiada status ochrony prawnej i jest wpisany do rejestru oraz ewidencji zabytków.
Z parafii tej pochodził bp Stanisław Sygnet.

## Zasięg parafii
Do parafii należą wierni z miejscowości: Aleksandrów, Boży Dar, Bronisławów, Huta, Jakubówka, Jawor Solecki, Jaworska Wola, Krępa Górna, Krępa Kościelna, Leopoldów, Leszczyny, Lipa-Krępa, Lipa-Miklas, Lucjanów, Małgorzacin, Maziarze, Nowa Wieś, Podolany, Ratyniec, Wierzchowiska, Wiśniówek Duży, Wiśniówek Mały, Władysławów, Wyględów i Zofiówka.

## Proboszczowie
- 1862–1888 – ks. Stanisław Andrzejewski[4]
- 1934–1943 – ks. Marian Folga
- 1943–1977 – ks. Feliks Spychała
- 1977–1993 – ks. kan. Stanisław Hamera
- 1993–2019 – ks. kan. Henryk Skuza
- od 2019 – ks. Henryk Kowalczyk